# Payton Koch
Payton Koch [ˈkɑ:tʃ] (* 16. Juli 1996 in Los Angeles) ist ein amerikanischer Filmeditor fürs Fernsehen.

## Familie und frühes Leben
Koch ist der Zwillingsbruder des Schauspielers Cooper Koch. Sie sind beide offen homosexuell.
Sein Großvater ist der Filmproduzent Hawk Koch, sodass er bereits als Kind häufig Filmsets besuchte. Koch beschreibt sich als der „Computertyp der Familie“ und technikaffines Kind, das schon früh eigene Kurzfilme mit iMovie erstellt hat. Cooper und Payton Koch hatten durch ihre Mutter mit fünf Jahren beim Gemeindetheater angefangen und gingen zu Vorsprechen für Werbespots, was aufhörte, weil sie dafür Schultage verpassten. Sie gingen auf die Calabasas High School, wo sie Volleyball spielten und in Theaterstücken und der A-cappella-Gruppe auftraten.

## Karriere
Er studierte Filmschnitt an der Chapman University in Kalifornien. Gleich nach seinem Abschluss wurde er Produktionsassistent bei American Horror Story von Ryan Murphy, wo er Filmeditorin Shelly Westerman kennenlernte. Von da an arbeitete er weiter für Murphy, etwa an Ratched, The Boys in the Band und American Crime Story, wobei er vom Lehrling zum Schnittassistent aufstieg und schließlich Westermans Assistent wurde. Als diese als Editorin für die zweite Staffel von Only Murders in the Building engagiert wurde, nahm sie Koch mit. In der zweiten Staffel schnitten sie alle Szenen gemeinsam und in der dritten Staffel mit Meryl Streep schnitt Koch vollständige Episoden selbst, darunter die erste Musicalepisode der Staffel. Koch und Westerman wurden für die Serie für Filmeditorenpreise und einen Emmy nominiert.

## Filmografie
- 2018: Desert Shores – Co-Editor
- 2018–2021: American Horror Story (Fernsehserie, 11 Episoden, Staffeln Apocalypse und Double Feature) – Schnittassistent
- 2020: The Politician (Fernsehserie, 2 Episoden) – Schnittassistent
- 2020: Ratched (Fernsehserie, 8 Episoden) – Schnittassistent
- 2020: Pose-a-thon for Pride (Fernsehspecial) – Filmeditor
- 2020: The Boys in the Band – zweiter Schnittassistent
- 2021: Home Before Dark (Fernsehserie, 4 Episoden) – Schnittassistent
- 2021: Just Beyond (Fernsehserie, 4 Episoden) – Schnittassistent
- 2021: American Crime Story (Fernsehserie, 3 Episoden Staffel Impeachment) – Schnittassistent
- seit 2022: Only Murders in the Building (Fernsehserie) – Filmeditor
- 2023: Shrinking (Fernsehserie, 1 Episode) – Schnittassistent

## Auszeichnungen und Nominierungen
für Only Murders in the Building, geteilt mit Shelly Westerman
- 2023: American Cinema Editors Eddie Awards: Nominierung als Best Edited Single Camera Comedy-Series
- 2023: British Film Editors Cut Above Awards: Nominierung als Best Edited Series Comedy
- 2024: American Cinema Editors Eddie Awards: Nominierung als Best Edited Single Camera Comedy-Series
- 2024: Emmys: Nominierung als Outstanding Picture Editing for a Single-Camera Comedy Series
- 2025: American Cinema Editors Eddie Awards: Nominierung als Best Edited Single Camera Comedy-Series